# Гавот
Гавот (на френски: gavotte, на окситански: gavot — планинец; на италиански: gavotta) е старинен френски танц от народен произход, който е възникнал oтначало в южните и централните части на Франция, но по-късно става изключително популярен в цяла Европа. Конструкцията му е в алабреве такт (Allabreve 2/2), като винаги започва с непълен такт от една или две четвъртини ноти и обикновено се състои от 2 части по 8 такта. Характерен е с умереното си темпо, като най-малката нотна стойност е осмина. Познат бил още в началото на 16 век и първоначално бил част от танците бранли. През 17 век бил хороводен, а през 18 век станал един от най-популярните танци в дворцовите балове, като се изпълнявал по двойки с различни фигури. За популярността на гавота допринесъл Жан-Батист Люли, който го въвежда в балета и операта. Oбразци на гавот с най-висока художествена стойност се срещат в инструменталната сюита. Купрен го използва в произведенията си за клавесин. Интересен е гавотът на Рамо със своите 15 вариации. Среща се и в сюитите на Бах и Хендел, както и на много други композитори от 18 век.